# Jan Poolman
Dr. Jan T. Poolman (Broek in waterland, 16 juni 1951) is microbioloog/bacteriële vaccinoloog en een ontwikkelaar en uitvinder van meerdere bacteriële vaccins.
In de periode 1996-2011 heeft Poolman als Hoofd & Vice-president van de R&D afdeling Bacteriële Vaccins van GlaxoSmithKline (GSK) Biologicals in België, bijgedragen aan de ontwikkeling en het licenseren van acht pediatrische vaccins tegen de belangrijkste bacteriële pathogenen bij kinderen: Haemophilus influenzae type B (Hib), kinkhoest/pertussis (Bordetella pertussis), meningococcen (Neisseria meningitidis) en pneumococcen (Streptococcus pneumoniae). Deze door Poolman en zijn team ontwikkelde vaccins vormen het merendeel van de bacteriële vaccins die momenteel wereldwijd in nationale vaccinatie programma’s worden gebruikt. Het zijn de volgende acht vaccines: DTaP-HB-IPV-Hib (Infanrix-Hexa), DTwP-HB-Hib (Tritanrix), DTaP-HB-IPV (Pediarix), Tdap (Boostrix), Hib-MenC-TT (Menitorix), 10-valent pneumococcal conjugate (Synflorix), Hib-MenCY-TT (Menhibrix), en MenACWY-TT (Nimenrix). (Verklaring van de gebruikte afkortingen: D/d=Difterie; T=Tetanus; aP/ap=acellulair Pertussis (kinkhoest); HB=Hepatitis B; IPV=Geinactiveerd Polio Vaccin; Hib=Haemophilus influenzae type B; wP=’geinactiveerd’ cellulair Pertussis (kinkhoest, ‘whole cell Pertussis’); MenACWY=Meningococcen type A/C/W/Y; TT=Tetanus Toxoïde ‘drager’ eiwit).
In de daaropvolgende periode, van 2011 tot heden, richtte Poolman zich bij Johnson & Johnson (J&J) in Nederland op de ontwikkeling van bacteriële vaccins tegen extra-intestinale pathogene Escherichia coli (ExPEC) en Staphylococcus aureus (S. aureus) voor (oudere) volwassenen. ExPEC en S. aureus zijn wereldwijd de twee belangrijkste bacteriële pathogenen die de oorzaak zijn van de levensbedreigende ziekten bacteremie en sepsis. Er zijn tegen beide pathogenen geen vaccins beschikbaar. In de periode bij J&J heeft Poolman een R&D team opgebouwd en samen met zijn team een 9-valent Escherichia coli (E. coli)/ExPEC vaccin kandidaat (ExPEC9V) ontwikkeld. De werkzaamheid van deze vaccin-kandidaat wordt nu getest in een klinische fase 3 studie met de naam E.mbrace (NCT04899336 - https://nl.embracevaccinestudy.com/#clinical-research-important). Ook hebben Dr. Poolman en zijn team gewerkt aan een S. aureus vaccin-kandidaat.
Poolman heeft gedurende zijn hele carrière op basis van zijn research en development werk meer dan 30 intellectuele octrooifamilies gecreëerd, waarbij Poolman een van de uitvinders is.

## Jeugd en opleiding
Jan Poolman is geboren op 16 juni in 1951 in Broek in Waterland in Nederland. Zijn vader overleed op jonge leeftijd, toen Jan Poolman nog maar 2,5 jaar oud was. Hij groeide samen met zijn moeder en zus op de veehouderij van zijn oom op. De combinatie van het verlies van zijn vader en het leven op de boerderij, waar hij als kind ook geconfronteerd werd met zieke en dode dieren, maakte dat Poolman gefascineerd raakte door leven en gezondheid en door de vijanden van die gezondheid: de ziekteverwekkende bacteriën. Het was daarnaast hard werken op de boerderij en hij zag al op jonge leeftijd in dat hard werken een vereiste was om je doelen te bereiken.
Poolman studeerde Scheikunde aan de Universiteit van Amsterdam (UVA) (1969-1975). Poolman studeerde af in 1975, na zijn specialisatie in Microbiologie, waarin hij zijn interesse in Scheikunde, Biologie en bacteriële pathogenen combineerde.

## Onderzoek en carrière als bacterioloog en bacterieel vaccinoloog

### 1976-1986: laboratorium van de Medische Microbiologie en Infectieziekten in Amsterdam
Academisch - Diagnostiek en Epidemiologie – Focus: Meningitis
Poolman startte in 1976 als assistent-hoogleraar microbiologie met zijn promotieonderzoek met als onderwerp diagnostiek en epidemiologie van meningitis onder begeleiding van H.C. (Bob) Zanen, hoofd van de afdeling Medische Microbiologie en Infectieziekten aan de UvA. Door dit onderzoeksteam is in die tijd een grote collectie van stammen van de drie bacteriële pathogenen die meningitis veroorzaken: meningococcen, pneumococcen en Hib, gekoppeld aan epidemiologische data door alle klinische isolaten te serotyperen, opgezet.
Hij promoveerde met zijn proefschrift getiteld “Surface structure of Neisseria meningitidis: some implications for the epidemiology and pathogenesis of meningococcal diseases” bij de faculteit geneeskunde van de UVA op 17 december 1981.
In 1982 ontving Poolman een Fogarty beurs voor een eenjarige postdoctorale onderzoekspositie aan de Universiteit van Washington in Seattle, gefinancierd door het Amerikaanse nationale instituut voor gezondheid (‘National Institute of Health, NIH’). In Seattle werkte Poolman aan de ontwikkeling van de monoclonale antistoffen tegen Neisseria gonorrhoeae, in het laboratorium dat was gespecialiseerd in seksueel overdraagbare infectieziekten.
Na zijn terugkomst uit Amerika bleef hij nog enkele jaren, tot 1986, werkzaam op de UVA. Hij heeft 10 jaar op het Laboratorium Medische Microbiologie en Infectieziekten van de UVA gewerkt. In die tijd heeft hij het internationaal erkende Nederlands Referentie Laboratorium voor Bacteriële Meningitis helpen opbouwen. Daarnaast hebben Poolman en zijn team in 1985 de internationale standaard van Meningococcen type B serotypering geintroduceerd. Deze serotypering-standaard is tegenwoordig nog steeds de meest gebruikte methode. En in 1989 identificeerden Dr. Poolman en zijn team PorA als belangrijk bacterieel antigeen voor een groep-B meningococcen vaccin.

### 1986 – 1996 Het Rijksinstituut voor Volksgezondheid en Milieu – RIVM Bilthoven, NL
Rijksoverheid, publieke gezondheids instituut - Bacteriële Vaccinologie – Focus: Pertussis & meningitis
Om zijn dromen over het ontwikkelen van vaccins tegen bacteriële meningitis waar te maken, vertrok Poolman in 1986 naar het RIVM, dat in die tijd nog de nationale vaccin producent van Nederland was. In de 10 jaar dat Dr. Poolman bij het RIVM heeft gewerkt, heeft hij als hoofd Laboratorium Vaccinontwikkeling en Immuniteitsmechanismen een team opgebouwd en gewerkt aan de ontwikkeling van een DTaP-(HB)-IPV-Hib vaccin om het DTwP-IPV vaccin (in het Nederlands DKTP-vaccin) te vervangen en richtte hij zich op het ontwikkelen van vaccins tegen meningococcen, pneumococcen en Hib.
Door het opzetten van samenwerkingsverbanden met enerzijds het Amerikaanse bedrijf Praxis Biologics, dat een van de eerste Hib conjugaat-vaccins had ontwikkeld en anderzijds met het Italiaanse bedrijf Sclavo dat een acellulair kinkhoest vaccin bezat, kon door Dr. Poolman’s team het uitgebreide pediatrische combinatie-vaccin DTaP-(HB)-IPV-Hib worden ontwikkeld.
Poolman en zijn team zijn betrokken geweest bij de introductie van de ‘outer membrane vesicle’ (OMV) technologie bij het RIVM. De OMV technologie is tegenwoordig nog steeds in gebruik bij het Nederlandse onderzoeksinstituut IntraVacc. IntraVacc is in 2013 ontstaan uit het R&D gedeelte van het voormalige Nederlandse Vaccin Instituut (NVI), dat in 2003 het R&D gedeelte overnam van het RIVM. Poolman en zijn team hebben een hexa(6)-valent PorA bevattend meningococcen OMV vaccin tegen serogroup B meningococcen ontwikkeld. Dit vaccin is nadien verder ontwikkeld tot een 9-valent vaccin en is uiteindelijk verkocht.
In het boek “Fighting a fearful disease: controlling New Zealand’s meningococcal B epidemic” geschreven door Tyson en Norman wordt Poolman op pagina 52 geciteerd over het onderwerp hoe deze epidemie te controleren: (Nederlandse vertaling) ‘Gegeven dat er stam-specifieke bescherming nodig is om de epidemie te bestrijden, zou ik vertrouwen op de al bewezen “oude” technologie van buiten-membraan vesicle vaccins, en zou ik een producent proberen te vinden die zo een vaccin kan produceren specifiek voor de Nieuw-Zeelandse stam.’ (Het originele Engelse citaat: “Given that what you need is strain-specific protection to quell an epidemic, I would go with the tried and true, the old technology of the outer membrane vesicle vaccine, and try to get one of the producers to make one for the New Zealand strain.”). Uiteindelijk hebben de Nieuw-Zeelandse autoriteiten de ontwikkeling van een OMV vaccin dat specifiek was voor een Nieuw-Zeelandse meningococcen B stam gesponsord. Dit vaccin heeft een belangrijke rol gespeeld bij het onder controle brengen van de meningitis epidemie, die meer dan een decennium had geduurd.

#### Bijdrage aan het ontwikkelen van pneumococcen vaccins – het “Dutch Nordic Consortium” (DNC)
In 1990 werd het “Dutch Nordic Consortium” (DNC) opgericht. Het DNC was een samenwerkingsverband tussen publieke gezondheids-instituten van Nederland, Zweden, Denemarken, Noorwegen en Finland en had als doel om samen te werken in de ontwikkeling van nieuwe vaccins voor ontwikkelingslanden. Het DNC startte met een door projectleider Poolman van het RIVM geleid project om een 4-valent pneumococcen conjugaat vaccin voor ontwikkelingslanden te ontwikkelen en te testen in de kliniek. Dit project werd gesubsidieerd door de Europese Unie.
De ontwikkeling van de productie op laboratorium schaal van de polysaccharide-eiwit conjugaten startte gelijktijdig in het team van Dr. Poolman op het RIVM in Nederland en op het Zweeds Bacteriologisch Laboratorium (SBL) in 1993.
In 1996 besloot Poolman om te gaan werken in de private sector, de farmaceutische industrie. Toendertijd was zijn conclusie dat (Nederlandse vertaling) ‘Ontwikkeling en productie van vaccins niet langer mogelijk is in de publieke sector vanwege onvoldoende middelen, gebrek aan infrastructuur en te weinig wil om er een succes van te maken.’ (Het originele Engelse citaat: “Vaccine development and production is no longer possible in the public sector due to inadequate resources, lack of infrastructure and too little will to make it a success”).
Een goed voorbeeld hiervan was dat het DNC erin slaagde om een 4-valent PCV te ontwikkelen. Dit PCV4 vaccin is getest in twee fase 1 klinische studies in volwassen en peuters in Finland, en was aantoonbaar veilig en immunogeen. Nadat de geplande studie om de werkzaamheid van het vaccin te testen in kinderen in Azie niet werd goedgekeurd en daardoor niet kon doorgaan, eindigde het DNC PCV4 project in 2000.

#### Issue met de werkzaamheid van het kinkhoest (pertussis) vaccin van het RIVM in de periode 1996-2004
Kort voordat Poolman het RIVM in 1996 zou verlaten, heeft hij een melding gemaakt bij de Nederlandse Geneeskundige Hoofd Inspectie (GHI) over een issue betreffende de werkzaamheid van het ‘geinactiveerde’ cellulaire kinkhoest vaccin van het RIVM. Poolman is daarna door de Nederlandse Gezondheisraad als deskundige om advies gevraagd voor de Commissie Herziening Rijksvaccinatieprogramma. In April 2004 was het advies van de Gezondheidsraad om het Nederlandse rijksvaccinatieprogramma te herzien, om te stoppen met het Nederlandse ‘geïnactiveerde’ cellulaire kinkhoest vaccin en over te stappen op een acellulaire kinkhoest vaccin combinatie. Later dat jaar besloot Poolman om de Nederlandse samenleving te informeren over de verminderde werkzaamheid van het Nederlandse kinkhoest vaccin door het verhaal op 19 november 2004 te publiceren in het dagblad De Telegraaf.

### 1997 – 2011 SmithKline Beecham Biologicals, nu GSK – Rixensart en Wavre-Nord België
Private sector/Farmaceutische industrie - Bacteriële Vaccinologie – Focus: Meningitis & pertussis
In 1996 startte Poolman als Hoofd Bacteriële Vaccins bij Smith Kline Beecham Biologics (SBBio) in Rixensart te België. In 2000 fuseerde SBBio met Glaxo Wellcome tot het bedrijf GlaxoSmithKline (GSK).
Onder de leiding van Dr. Jean Stephenne (President) en Dr. Jean-Paul Prieels (Wereldwijd Hoofd van R&D) droegen Poolman en zijn team bij aan de research en ontwikkeling van acht nieuw geregistreerde vaccins: DTaP-HB-IPV-Hib (Infanrix-Hexa), DTwP-HB-Hib (Tritanrix), DTaP-HB-IPV (Pediarix), Tdap (Boostrix), Hib-MenC-TT (Menitorix), 10-valent pneumococcal conjugate (Synflorix), Hib-MenCY-TT (Menhibrix), en MenACWY-TT (Nimenrix). Deze vaccins vormen de basis van nationale vaccinatie programma’s wereldwijd en dragen nog continue bij aan het voorkomen van verscheidene ernstige bacteriele ziektes. GSK schreef met het ontwikkelen van het DTwP-HB Tritanrix® geschiedenis met een vaccin voor de midden- en lage-inkomenslanden. Zij bouwden voort op het bestaande Difterie, Tetanus, en ‘geinactiveerde’ cellulaire kinkhoest (‘whole cell Pertussis’) (DTwP) vaccin, de hoeksteen van wereldwijde pediatrische vaccinaties. Door hier een Hepatitis B (HB) en een Hib vaccin aan toe te voegen konden deze toevoegingen wereldwijd worden geintroduceerd. En door het introduceren van een gestaffelde prijsstelling, d.w.z. geen of slechts marginale winsten op de vaccins die verkocht werden lage-inkomenslanden, bleven de vaccins betaalbaar.
Bij GSK heeft Poolman zijn dromen waargemaakt wat betreft zijn bijdrages aan het ontwikkelen en licenseren van vaccins tegen meningitis, hoewel hij zich er van bewust was dat er zeker nog onopgeloste uitdagingen over waren gebleven zoals bijvoorbeeld het ontwikkelen van een effectief meningococcen B vaccin. Tijdens deze periode in zijn carriere als vaccin ontwikkelaar heeft hij een betekenisvolle bijdrage geleverd aan de wereldgezondheid door middel van het ontwikkelen van de hierboven genoemde serie preventieve vaccins.

### 2011 – heden Johnson & Johnson Bacteriële Vaccins – Leiden, Nederland
Private sector/Farmaceutische industrie - Bacteriële Vaccinologie – Focus: E. coli/ExPEC en S. aureus voor oudere volwassenen
In 2011 startte Johnson en Johnson (JnJ) met het opzetten van een vaccin bedrijf door het kleine, in Leiden gevestigde, Nederlandse vaccin-bedrijf Crucell op te kopen. In hetzelfde jaar, 2011, werd Dr. Poolman aangesteld als Hoofd Bacteriële Vaccins van JnJ in Leiden. In zijn tijd bij JnJ heeft Poolman zijn focus van pediatrische vaccins verlegd naar de ontwikkeling van vaccins voor oudere volwassenen en gericht op extra-intestinale pathogene Escherichia coli (E. coli) (ExPEC) en Staphylococcus aureus (S. aureus).
ExPEC en S. aureus zijn de belangrijkste bacteriële pathogenen die bacteremie/sepsis, gezondheids-zorg-geassocieerde infecties en wereldwijde sterfte geassocieerd met antimicrobiële resistentie (AMR) veroorzaken. Een wereldwijd uitgevoerde analyse van de incidentie van E. coli bacteremie in volwassenen in hoog-inkomens landen schatte een toename van de incidentie bij 60-plussers. De gerapporteerde incidentiecijfers waren 110, 154 en 319 per 100.000 persoons-jaren van personen in de leeftijd van 60-69, 70-79 en 80-plussers respectievelijk. Deze ziektes zijn vooral belangrijk en bedreigend omdat de wereldpopulatie vergrijsd en er dus steeds meer vatbare ouderen zijn. Tegen beide pathogenen zijn nog geen preventieve vaccins beschikbaar.
In twaalf jaar tijd heeft Poolman een R&D team en de afdeling Bacteriële Vaccins opgebouwd en heeft hij samen met zijn team een O-antigeen glycoconjugaat E. coli/ExPEC vaccin kandidaat ExPEC9V ontwikkeld, om oudere volwassenen te beschermen tegen invasieve E. coli ziekten, zoals bacteremie/sepsis. ExPEC9V wordt momenteel op werkzaamheid getest in de fase 3 E.mbrace klinische studie (NCT04899336) en in de fase 3 E.ngage klinische studie in combinatie met een vaccin tegen griep (NCT06134804).
Poolman en zijn team hebben verder gewerkt aan een S. aureus vaccin kandidaat om S. aureus infectieziekten te voorkomen.

### Overige activiteiten van Dr. Poolman op het gebied van vaccins en bacteriële infectieziekten

#### 2016-2019 - Tuberculosis Vaccine Initiative (TBVI)
In de periode 2016-2019, was Poolman actief als lid van de Adviescommissie van de non-profit stichting ‘Tuberculosis Vaccine Initiative’ (TBVI). - Het ‘TuBerculosis Vaccin Initiatief’ (Tuberculosis Vaccine Initiative (TBVI)) is een onderzoeks- en innovatie partnerschap dat de ontdekking en ontwikkeling van nieuwe, veilige en effectieve TB-vaccins mogelijk maakt die voor alle mensen wereldwijd toegankelijk en betaalbaar zijn. TBVI werkt via het mondiale TB vaccine partnerschap (Global TB Vaccine Partnership (GTBVP)) met mondiale belanghebbenden om de wereldwijde en Europese samenwerking en coördinatie te versterken en hiaten te identificeren om zo het TB vaccin veld verder vooruit te helpen.

#### 2023 - heden ‘Jenner Vaccine Foundation’ (JVF)
Sinds 2023 is Poolman actief als trustee van de ‘Jenner Vaccine Foundation’ (JVF). - De stichting JVF streeft ernaar de filantropische ondersteuning van de vaccinologie te vergroten en evalueert momenteel opties voor verbeterde fondsenwervende activiteiten. De stichting ondersteunt momenteel vaccinonderzoek en -ontwikkeling via het Jenner Instituut van de Universiteit van Oxford. Het stichtingbestuur benoemt de directeur van het Jenner Instituut, kiest de onderzoekers van het Jenner Instituut (momenteel 29) en heeft ruimte en faciliteiten gefinancierd voor vaccinonderzoek en -ontwikkeling voor humane vaccins aan de Universiteit van Oxford en voor veterinaire vaccins aan het Pirbright Instituut.

#### 2018 – heden - ‘World Vaccine Congress Europe, AMR and Bacterial Vaccine sessions’
Sinds 2018 is Poolman actief als voorzitter en spreker van de AMR en Bacteriële Vaccins sessies van het ‘World Vaccine Congress Europe’.

#### 2019 – heden - ‘WHO Technical Advisory Group on Vaccines and Antimicrobial resistance’
Sinds 2019 is Poolman actief als waarnemer bij de Technische adviesgroep over vaccins en antimicrobiële resistentie van de Wereld Gezondheids-Organisatie (World Health organization WHO). (‘WHO Technical Advisory Group on Vaccines and Antimicrobial resistance’).

## Onderscheidingen
1982 - NIH Fogarty Fellowship - Dr Poolman heeft in 1982 een één-jarige post-doctorale ‘NIH Fogarty’ beurs (‘NIH Fogarty Fellowship’) aan de Universiteit van Washington in Seattle ontvangen. Deze werd gefinancierd door het Amerikaanse nationale instituut voor gezondheid (‘National Institute of Health, NIH’). 
1989 - W.R.O. Goslings-prijs - Dr. Poolman heeft in 1989 de W.R.O. Goslings-prijs van de Nederlandse Vereniging voor Infectieziekten ontvangen.

## Publicaties van Poolman
Poolman is auteur of co-auteur van meer dan 300 wetenschappelijke publicaties in zijn al langer dan 45 jaar durende carrière.
Bron: Https://www.researchgate.net/profile/Jan-Poolman

### Geselecteerde publicaties van Dr. Poolman

#### Meningococcen B publicaties
- Frasch, C. E., Zollinger, W. D. and Poolman, J. T. (1985) Serotype Antigens of Neisseria meningitidis and a Proposed Scheme for Designation of Serotypes. Reviews of Infectious Diseases Vol. 7 (4) pp 504-510. Doi: 10.1093/clinids/7.4.504.
- Poolman, J. T. et al. (1986) Meningococcal serotypes and serogroup B disease in North-West Europe. The Lancet Vol. 2 (8506) pp 555-558. Doi: 10.1016/s0140-6736(86)90123-6.
- Cartwright, K. et al. (1999) Immunogenicity and reactogenicity in UK infants of a novel meningococcal vesicle vaccine containing multiple class 1 (PorA) outer membrane proteins. Vaccine Vol. 17 (20-21) pp 2612-2619. Doi: 10.1016/s0264-410x(99)00044-4.
- Tappero, J. W. et al. (1999) Immunogenicity of 2 serogroup B outer-membrane protein meningococcal vaccines: a randomized controlled trial in Chile. JAMA vol. 281 (16) pp 1520-1527. Doi: 10.1001/jama.281.16.1520.

MenACWY en HibCY publicaties
- Knuf, M. et al. (2010) A dose-range study assessing immunogenicity and safety of one dose of a new candidate meningococcal serogroups A, C, W-135, Y tetanus toxoid conjugate (MenACWY-TT) vaccine administered in the second year of life and in young children. Vaccine Vol. 28 (3) pp 744-53. Doi: 10.1016/j.vaccine.2009.10.064.
- Nolan, T. et al. (2011) Immunogenicity and safety of an investigational combined Haemophilus influenzae type B-Neisseria meningitidis serogroups C and Y-tetanus toxoid conjugate vaccine. The Pediatric infectious disease journal Vol. 30 (3) pp 190-196. Doi: 10.1097/INF.0b013e3181fcb2bf.
- Poolman, J. & Borrow, R. (2011) Hyporesponsiveness and its clinical implications after vaccination with polysaccharide or glycoconjugate vaccines. Expert review of vaccines Vol. 10 (3) pp 307-322. Doi: 10.1586/erv.11.8.
- Harrison, O.B. et al. (2013) Description and nomenclature of Neisseria meningitidis capsule locus. Emerg Infect Dis Vol. 19 (4) pp 566-73. Doi: 10.3201/eid1904.111799.

#### Hib-DTaP publicaties
- Peeters, C. C. A. M. et al. (1992) Synthetic trimer and tetramer of 3-beta-D-ribose-(1-1)-D-ribitol-5-phosphate conjugated to protein induce antibody responses to Haemophilus influenzae type b capsular polysaccharide in mice and monkeys. Infection & Immunity Vol. 60 (5) pp 1826-1833. Doi: 10.1128/iai.60.5.1826-1833.1992.
- Poolman, J. T. et al. (2001) Clinical relevance of lower Hib response in DTPa-based combination vaccines. Vaccine Vol. 19 (17-19) pp 2280-2285. Doi: 10.1016/s0264-410x(00)00517-x.
- Capiau, C. et al. (2003) Development and clinical testing of multivalent vaccines based on a diphtheria-tetanus-acellular pertussis vaccine: Difficulties encountered and lessons learned. Vaccine Vol. 21 (19-20) pp 2273-2287. Doi: 10.1016/s0264-410x(03)00107-5
- Poolman, J. T. & Hallander, H. O. (2007) Accellular pertussis vaccines and the role of pertactin and fimbriae. Expert Review of Vaccines Vol. 6 (1) pp 47-56. Doi: 10.1586/14760584.6.1.47.

#### Pneumococcen publicaties
- Alexander J.E. et al. (1994) Immunization of Mice with Pneumolysin Toxoid Confers a Significant Degree of Protection against At Least Nine Serotypes of Streptococcus pneumoniae. Infection and Immunity Vol. 62 (12) pp 5683-5688. Doi:10.1128/iai.62.12.5683-5688.1994.
- Prymula, R. et al. (2006) Pneumococcal capsular polysaccharides conjugated to protein D for prevention of acute otitis media caused by both Streptococcus pneumoniae and non-typable Haemophilus influenzae: A randomised double-blind efficacy study. The Lancet Vol. 367 No. 9512 pp 740-748. Doi: 10.1016/S0140-6736(06)68304-9.
- Dagan, R., Poolman, J. & Siegrist, C. A. (2010) Glycoconjugate vaccines and immune interference: A review. Vaccine Vol. 28 (34) pp 5513-23. Doi: 10.1016/j.vaccine.2010.06.026.
- Rioux, S. et al. (2011) Transcriptional regulation, occurrence and putative role of the Pht family of Streptococcus pneumoniae. Microbiology (Reading) Vol. 157 (Pt 2) pp 336-348. Doi: 10.1099/mic.0.042184-0.

#### E. coli/ExPEC publicaties
- Poolman, J. T. & Wacker, M. (2016) Extraintestinal Pathogenic Escherichia coli, a Common Human Pathogen: Challenges for Vaccine Development and Progress in the Field. J Infect Dis. Vol. 213 (1) pp 6-13. Doi: 10.1093/infdis/jiv429.
- Huttner, A. et al. (2017) Safety, immunogenicity, and preliminary clinical efficacy of a vaccine against extraintestinal pathogenic Escherichia coli in women with a history of recurrent urinary tract infection: a randomised, single-blind, placebo-controlled phase 1b trial. Lancet Infect Dis. 2017 May;17(5):528-537. Doi: 10.1016/S1473-3099(17)30108-1.
- Frenck Jr, R. W. et al. (2019) Safety and immunogenicity of a vaccine for extra-intestinal pathogenic Escherichia coli (ESTELLA): a phase 2 randomised controlled trial. Lancet Infect Dis. Vol. 19 (6) pp 631-640. Doi: 10.1016/S1473-3099(18)30803-X.
- Fierro, C. A. et al. (2023). Safety, Reactogenicity, Immunogenicity, and Dose Selection of 10-Valent Extraintestinal Pathogenic Escherichia coli Bioconjugate Vaccine (VAC52416) in Adults Aged 60-85 Years in a Randomized, Multicenter, Interventional, First-in-Human, Phase 1/2a Study. Open Forum Infectious Diseases, 10(8), ofad417. doi:10.1093/ofid/ofad417

#### S. aureuspublicaties
- Poolman, J. T., & Anderson, A. S. (2018). Escherichia coli and Staphylococcus aureus: leading bacterial pathogens of healthcare associated infections and bacteremia in older-age populations. Expert Review of Vaccines Vol. 17 (7) pp 607-618. Doi:10.1080/14760584.2018.1488590.
- Poolman, J. T. (2020) Expanding the role of bacterial vaccines into life-course vaccination strategies and prevention of antimicrobial-resistant infections. NPJ Vaccines. Vol. 5 (84) pp 1-12. Doi: 10.1038/s41541-020-00232-0.
- Fernandez, J. et al. (2022) Vaccination With Detoxified Leukocidin AB Reduces Bacterial Load in a Staphylococcus aureus Minipig Deep Surgical Wound Infection Model. J Infect Dis. Vol. 225 (8) pp 1460-1470. Doi: 10.1093/infdis/jiab219.

- ORCID: 0000-0002-9583-8126